# Lutfisken
Lutfisken var en svensk årsbok till Söndags-Nisse, utgiven som jultidning, med humoristisk och satiriskt innehåll. Lutfisken, som gavs ut åren 1912–1966, grundades av Hasse Zetterström (Hasse Z). Han efterträddes 1946 som redaktör av sonen Sven Zetterström. Tidskriftens namn kan komma sig av att man ville erbjuda "lättsmält" julläsning.
Lutfisken var känd för sina påkostade illustrationer, ofta i fyrfärg och helsidesformat, som utfördes av många av tidens mest framstående konstnärer. 

## Medarbetare (urval)
- Bertil Almqvist
- Gunnar Brusewitz
- Carl Berglöw
- Nils Dardel
- Ossian Elgström
- Gurr
- Erik Hermansson
- Jac
- Oscar Jacobsson
- Kar de Mumma
- Lindorm Liljefors
- Einar Nerman
- Nils Ringström
- Rit-Ola
- Gösta Rybrant
- Eigil Schwab
- Ivar Starkenberg
- Storm P.
- Sixten Ström
- Mark Sylwan
- Gösta Törneqvist
- Ernst Åkerbladh